# Deborah Colker
 (décembre 2015).
Si vous disposez d'ouvrages ou d'articles de référence ou si vous connaissez des sites web de qualité traitant du thème abordé ici, merci de compléter l'article en donnant les références utiles à sa vérifiabilité et en les liant à la section « Notes et références ».
Deborah Colker née le 6 décembre 1960 à Rio de Janeiro, est une ballerine et chorégraphe contemporaine brésilienne.

## Chorégraphies
- 1995 : Mix
- 1997 : Rota
- 1999 : Casa
- 2002 : 4 x 4
- 2005 : Nó
- 2006 : Dínamo
- 2008 : Cruel
- 2011 : Tatyana
- 2014 : Belle

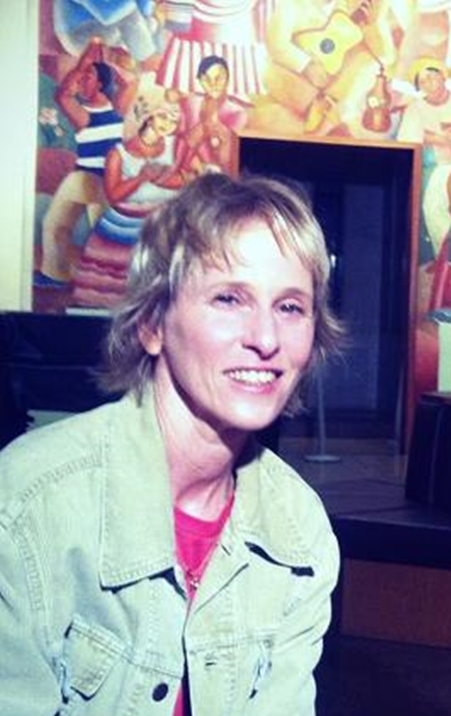
Deborah Colker, 2014

Elle est aussi la première femme à mettre en scène un spectacle du Cirque du Soleil, OVO.

## Enseignement
Deborah Colker est la professeure de plusieurs danseuses, dont Ingrid Silva. 